# Співає ансамбль «Здрастуй пісне!»
«Співає ансамбль „Здрастуй пісне!“» («Поёт ансамбль „Здравствуй песня!“») — радянський фільм-концерт 1979 року, знятий режисером Юрієм Сааковим на Творчому об'єднанні «Екран».

## Сюжет
Фільм-концерт. Пісні «Не обіцяй», «Горобині ночі», «А любов поряд була», «Дівчисько з квартири 45», «Сині пісні», «Я пам'ятаю все», «Старе багаття» та «Нехай завтра» у виконанні ансамблю «Здрастуй пісне!». Художній керівник — Аркадій Хаславський.

## У ролях
- Аркадій Хаславський — член ансамблю
- Галина Шевельова — член ансамблю
- Людмила Семікіна — член ансамблю
- Світлана Бут — член ансамблю
- Віктор Бут — член ансамблю
- Олександр Бут — член ансамблю
- Олег Башкін — член ансамблю
- Арнольд Дєдов — член ансамблю
- Михайло Коренбліт — член ансамблю
- Анатолій Івушкін — член ансамблю
- Сергій Чепурнов — член ансамблю
- Дмитро Сачук — член ансамблю
- Сергій Толстих — член ансамблю

## Знімальна група
- Режисер — Юрий Сааков
- Оператор — Руф Проконов